# 최슬기 (작가)
최슬기(?~)는 대한민국의 텔레비전 드라마 작가이자 대한민국의 시나리오 작가이다.

## 드라마
- 2016년 웹 드라마 《특근》 ... 집필
- 2024년 tvN 월화 미니시리즈 《플레이어 2 : 꾼들의 전쟁》 ... 공동집필

## 영화
- 2020년 영화 《검객》... 각색